# Masaki Kobayashi

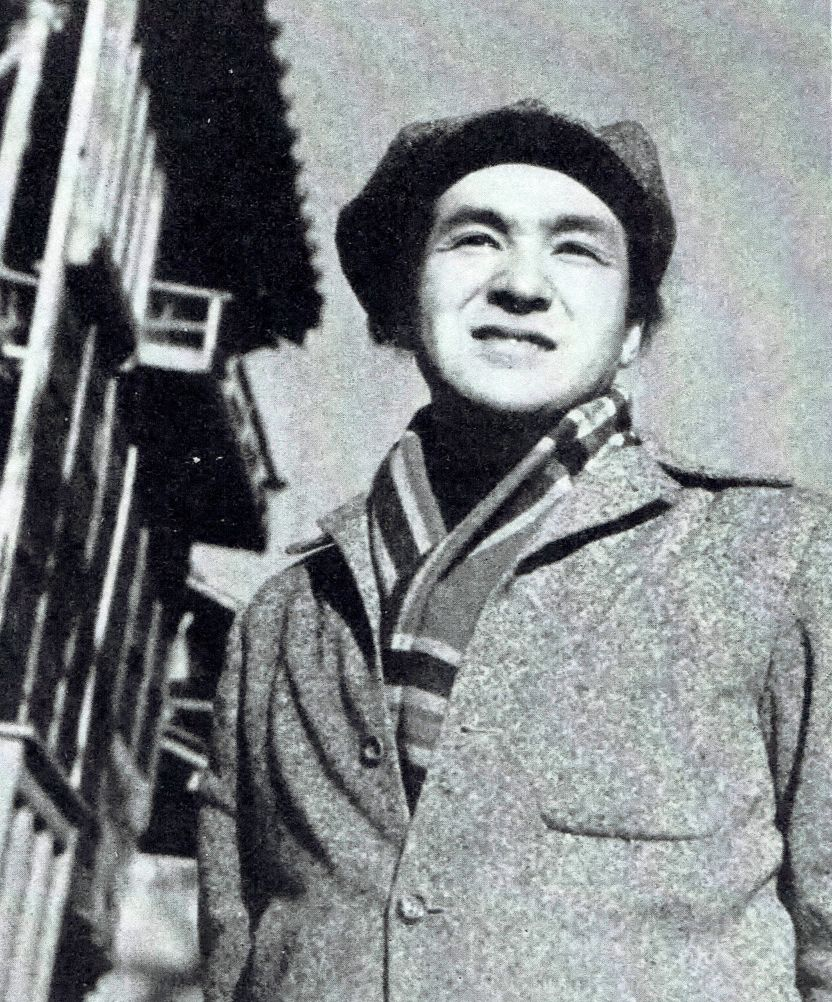
Masaki Kobayashi, 1953.

Masaki Kobayashi (japanska: 小林正樹, Kobayashi Masaki), född 14 februari 1916 på ön Hokkaido, död 4 oktober 1996, var en japansk filmregissör. Han fick sitt internationella genombrott med den nio timmar långa trilogin Ningen no jōken, om människans rättighet att även i krig söka upprätthålla humanismens ideal.
Efter studier i filosofi kom han som regiassistent till filmbolaget Shochiku, till att börja med åt regissören Keisuke Kinoshita. Samtidigt skrev Kobayashi en hel del egna manus. Han gjorde sin första egna film, Musuko no Seishun 1952, följd året därpå av Magakuro, som var ett så kraftfullt angrepp på korruption att den inte fick visas förrän 1956.
Kobayashi är troligen mest känd för Kwaidan (怪談), (Spökhistorier), en samling av fyra spökhistorier från Lafcadio Hearns bok ”Kwaidan: Stories and Studies of Strange Things”, alla med överraskande upplösning.
Kobayashi regisserade också Seppuku och Uppror, vilka båda visserligen innehåller svärdsfäktningsscener, men egentligen är angrepp på den ytliga samurajromantiken. De är dräpande vidgörelser med orättvisa och hyckleri under Tokugawaperiodens samurajtillvaro.
Pacifisten Kobayashi blev inkallad till den japanska armén under Andra världskriget, men vägrade strida eller bli befordrad utöver menig.

## Kort filmografi
- Musuko no Seishun (1952), debutfilmen "En pojkes ungdom"
- Magakuro (1953), om korruptionen inom nationalsporten baseboll
- Kuroikawa (1957), "Den svarta floden", om gangstervälde runt amerikansk militärbas
- Ningen no jōken – Människans villkor, trilogi - (1959–1961), om en pacifist och socialists vedermödor under andra världskriget
- Seppuku – Harakiri (1962)
- Kwaidan – Trappan (1964), spökhistorier
- Uppror (1967)